# 貨運車站
貨運車站通常是指專用於、或很大比例業務屬於貨物運輸的鐵路車站，以與大部分都是作為旅客運輸的客運車站作區別。
世界上最早的貨運專用車站是1830年設站的公園巷鐵路貨運車站（Park Lane railway goods station），這座由英國利物浦和曼徹斯特鐵路（L&MR）設在利物浦碼頭南區的貨運車站當初原名華平貨運車站（Wapping goods station），在1923年時改名，並在1972時伴隨著鐵路廢線而廢站，隨後拆除。